# Spell - Maleficio (film)
Spell - Maleficio (Spell) è un film del 2020 diretto da Mark Tonderai.

## Trama
Marquis è un avvocato di successo, con al seguito una meravigliosa famiglia, con un passato di violenze fisiche subite da un padre da cui è scappato durante l'adolescenza. Si è dunque ripromesso di educare i suoi figli rinunciando al 100% a qualsiasi tipo di punizione fisica, educandoli inoltre a non reagire mai in maniera fisica alle ostilità altrui. Quando il padre muore, l'uomo decide di raggiungere con il proprio jet privato il luogo in cui quest'ultimo viveva, portando con sé la sua famiglia. Dopo una sosta in un'area di servizio, in cui il nucleo famigliare si confronta con alcune persone del luogo, tra cui lo sceriffo e un negoziante che vorrebbe rifilare loro degli oggetti portafortuna, sono vittime di un incidente. Al risveglio, Marquis si ritrova prigioniero nella soffitta di Eloise, una donna afroamericana che sembra tenere molto alla sua salute, ma è anche determinata a non lasciargli chiamare i soccorsi e a non informarlo circa lo stato attuale degli altri.
La donna e la sua famiglia introducono Marquis al culto del voodoo, rivelandogli di aver costruito una bambola associata a lui tramite la quale potrà farlo stare meglio. Quando tuttavia l'uomo riesce ad evadere dalla propria camera, passando per i tetti della proprietà, assiste a un raccapricciante rito voodoo in cui Eloise restituisce la parola a una muta e la vista a un cieco, sacrificando degli animali per tale scopo. Quando il cieco riceve il dono della vista e rivela la sua presenza, Marquis è costretto a tornare subito in camera: riesce ad arrivare al letto prima di essere scoperto dalla padrona di casa e dalla sua famiglia, tuttavia la donna è comunque sospettosa. Marquis inizia ad assecondare la sua carceriera, sfruttando tuttavia ogni occasione possibile per esplorare i dintorni, soprattutto dopo essersi reso conto della presenza di un telefonino nello stabile.
Una volta riuscito ad entrare nella cantina della casa, scopre delle prove fotografiche che testimoniano come Eloise e la sua famiglia siano in vita da circa due secoli; qui, trova anche il telefonino di suo figlio. Prova a scappare, ma viene braccato da Louis, lo schiavo lobotomizzato di Eloise; al suo risveglio, si ritrova nel letto con un paletto conficcato nel piede. Riesce a liberarsene e a telefonare allo sceriffo, ma viene nuovamente braccato da Eloise, che lo rende muto e gli blocca le braccia utilizzando la sua bambola voodoo. Marquis riesce però a liberare le braccia e ad evadere nuovamente, fermando la macchina dello sceriffo e salendo a bordo. Riesce a riacquistare la parola attraverso la sua bambola voodoo e racconta ciò che ha visto in casa della strega. Viene tuttavia considerato un suo complice e riconsegnato alla setta.
Qui, scopre che anche la sua famiglia è prigioniera di Eloise, che l'intero paese è connivente e che hanno intenzione di sacrificarli tutti per prolungare le loro vite. Ciò che tutti i presenti non sanno è che, in questi giorni, Marquis ha riacquisito le sue vecchie conoscenze voodoo e l'amore per la lotta che suo padre, fra un abuso e l'altro, gli aveva trasmesso durante l'infanzia. Grazie a questo, riesce non solo a liberare la sua famiglia, ma ad uccidere uno dopo l'altro i membri della comunità di Eloise: il marito Earl viene ucciso con un colpo di coltello, mentre Eloise e Louis vengono neutralizzati attraverso le rispettive bambole voodoo. Dopo essere riuscito ad andare via, nonostante la folla presente che Marquis tiene a bada grazie alle loro bambole voodoo, si ricongiunge con gli altri, intenzionato a riprendere la propria vita da dove si era interrotta.

## Produzione
Il film è stato girato in Sudafrica.

## Distribuzione
Sebbene in un primo momento avrebbe dovuto essere distribuito anche nei cinema, film è stato distribuito sulle piattaforme digitali e per il mercato home video a partire dal 30 ottobre 2020.

## Accoglienza
Sull'aggregatore Rotten Tomatoes il film riceve l'48% delle recensioni professionali positive con un voto medio di 5,3 su 10 basato su 50 critiche, mentre su Metacritic ottiene un punteggio di 38 su 100 basato su 6 critiche.